# Bosnien-Hercegovina ved vinter-OL 2022
Bosnien-Hercegovina deltager i vinter-OL 2022 i Beijing, Kina i perioden 4. – 20. februar 2022.

## Medaljer
| 2022 Beijing        | Guld | Sølv | Bronze | Total |
| Bosnien-Hercegovina | -    | -    | -      | -     |

### Medaljevindere
| Bosnien-Hercegovina under vinter-OL 2022 i Beijing | Bosnien-Hercegovina under vinter-OL 2022 i Beijing | Bosnien-Hercegovina under vinter-OL 2022 i Beijing | Bosnien-Hercegovina under vinter-OL 2022 i Beijing | Bosnien-Hercegovina under vinter-OL 2022 i Beijing |
| Medalje                                            | Navn                                               | Sport                                              | Event                                              | Dato                                               |
| -------------------------------------------------- | -------------------------------------------------- | -------------------------------------------------- | -------------------------------------------------- | -------------------------------------------------- |
| Guld                                               | -                                                  | -                                                  | -                                                  | -                                                  |
| Sølv                                               | -                                                  | -                                                  | -                                                  | -                                                  |
| Bronze                                             | -                                                  | -                                                  | -                                                  | -                                                  |